# オーストララシア

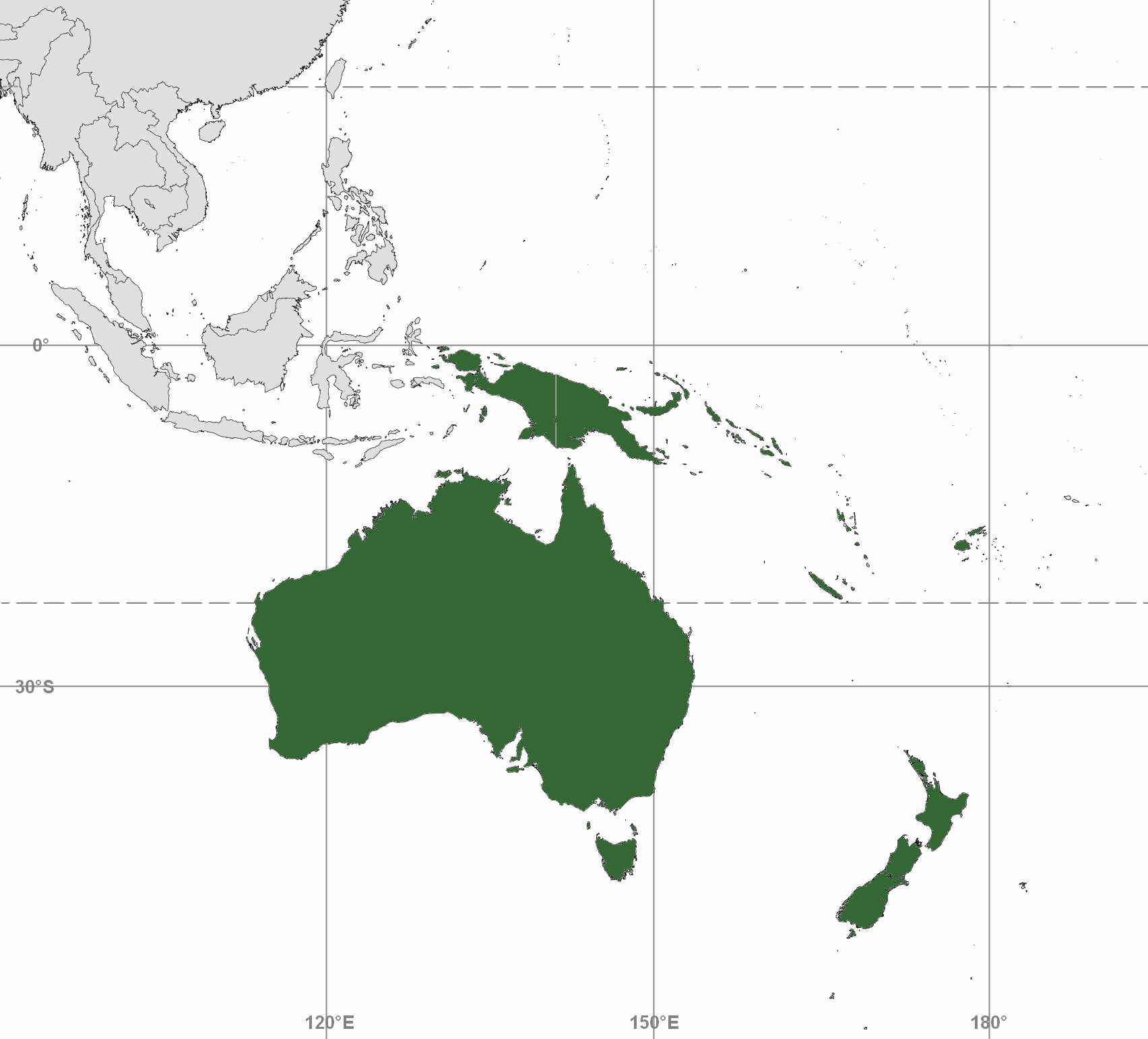
オーストラリアにおけるオーストララシアの概念。オーストラリア大陸、ニュージーランドとメラネシアが含まれる。

オーストララシアまたはオーストラレーシア（Australasia）は、オーストラリア大陸・ニュージーランド北島・ニュージーランド南島・ニューギニア島およびその近海の諸島（インドネシアの領域を含む）を指す地域区分である。この言葉が指す範囲は、地政学的、地質学的、生態学的など、使用される分野によって異なっている。

## 歴史と定義

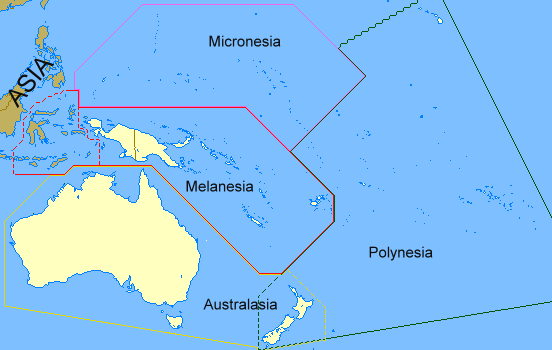
オセアニアの地域区分

シャルル・ド・ブロスは、著書『南方の地航海史』（1756年）においてこの用語（フランス語のAustralasieの形で）を初めて使った。それはラテン語で「アジアの南」という意味であり、ポリネシアや太平洋の南東部（マゼラニカ）と区別した。
オーストラリアでは、「オーストララシア」にはオーストラリア、ニュージーランド、ニューギニアとその近隣の太平洋の島が含まれる。
ニュージーランドでは、この言葉はオーストラリアとニュージーランドの2カ国およびかつてのニュージーランドの属領のことを指す。
2種類のオンライン版メリアム＝ウェブスター辞典（大学版と要約版）では、オーストララシアを「オーストラリア、ニュージーランド、およびメラネシア」と定義している。アメリカ・ヘリテッジ英語辞典オンライン版では2つの定義が掲載されている。1つはウェブスターと同じ定義であり、もう1つはオセアニア全体を指すものとしている。

## 使用例

オリンピックで使用されたオーストララシアの旗

過去においては、オーストラリアとニュージーランドのスポーツの混成チームに「オーストララシア」の名称がつけられたことがある。例えば、1905年のテニスのデビスカップ、1908年ロンドンオリンピックおよび1912年ストックホルムオリンピックの夏季オリンピックなどである。